# Fan (vattendrag)
Fan är en 94 km lång flod i norra Albanien. Den bildas vid sammanflödet av Stora Fan och Lilla Fan väster om Rrëshen. Den flyter västerut till Rubik och därefter söderut till mynningen i floden Mat öster om Milot.